# Municipio de Vernon (Misuri)
El municipio de Vernon (en inglés: Vernon Township) es un municipio ubicado en el condado de Clark en el estado estadounidense de Misuri. En el año 2010 tenía una población de 177 habitantes y una densidad poblacional de 5,64 personas por km².

## Geografía
El municipio de Vernon se encuentra ubicado en las coordenadas 40°20′29″N 91°28′44″O / 40.34139, -91.47889. Según la Oficina del Censo de los Estados Unidos, el municipio tiene una superficie total de 31.4 km², de la cual 24,87 km² corresponden a tierra firme y (20,79 %) 6,53 km² es agua.

## Demografía
Según el censo de 2010, había 177 personas residiendo en el municipio de Vernon. La densidad de población era de 5,64 hab./km². De los 177 habitantes, el municipio de Vernon estaba compuesto por el 97,18 % blancos, el 0,56 % eran afroamericanos y el 2,26 % eran de una mezcla de razas. Del total de la población el 0 % eran hispanos o latinos de cualquier raza.